# Podarke furcata
Podarke furcata är en ringmaskart som beskrevs av Hartmann-Schröder 1962. Podarke furcata ingår i släktet Podarke och familjen Hesionidae. Inga underarter finns listade i Catalogue of Life.